# 鄭德淵
鄭德淵（1950年—），台湾古箏演奏家、作曲家、音樂學者，雲林縣人。前妻為已故牧師郭美江，兩人曾在1987年〈梁在平－琴箏之夜〉音樂會中演出。
鄭德淵畢業於國立成功大學水利工程學系。現任國立臺南藝術大學中國音樂學系客座教授。曾任華岡藝術學校校長、中國文化大學中國音樂學系副教授、中廣國樂團音樂監督兼常任客席指揮、國立成功大學藝術研究所副教授、 國立臺南藝術大學中國音樂學系系主任、國立臺南藝術大學音樂學院院長、國立臺南藝術大學副校長。
曾獲第50屆榮譽文藝獎章、中興文藝獎章、教育部青年研究著作獎、全美傑出學生獎等獎項。

## 爭議
2023年6月26日，鄭德淵被指控要求男學生輪流陪睡，以及拍攝裸照供自己收藏，其中不乏未成年者，學生怕得罪他不敢不從，相關行為長達二十多年。對此，鄭德淵否認網路匿名爆料；校方表示將召開性平調查小組會議。但又發生性平委員性別比例不合法律規定之爭議。